# Agrilus jacetanus
Agrilus jacetanus es una especie de insecto del género Agrilus, familia Buprestidae, orden Coleoptera.
Fue descrita científicamente por Sánchez & Tolosa, 2004.